# Manuel Diéguez de Florencia
Manuel Diéguez fue un político peruano. 
Fue miembro del Congreso Constituyente de 1822 por el departamento de La Libertad. Dicho congreso constituyente fue el que elaboró la primera constitución política del país.
En 1829 fue elegido diputado por la provincia de Piura para el Congreso Ordinario de 1829 que es el primer congreso de la historia republicana del Perú y que se desarrolló en Lima entre el 31 de agosto hasta el 20 de diciembre de ese año mientras la presidencia de la república estuvo ejercida por Antonio Gutiérrez de la Fuente y Agustín Gamarra tras el golpe de Estado que se dio contra José de La Mar.